# Veolia Verkehr
A Veolia Verkehr GmbH (korábban Connex Verkehr GmbH) németországi cég, amely helyi és regionális személyszállítással foglalkozik. A Veolia Environnement csoporton belül a közlekedéssel foglalkozó Veolia Transport leányvállalata.
A 2011-es menetrendi évben 34,6 millió vonatkilométeres teljesítményével a legnagyobb a helyi és regionális vasúti személyszállítás versenyző szolgáltatói közül, de a DB Regiótól így is messze elmarad, piaci részesedése (vonatkilométer alapon) 5,40%.

## Történelem
1999-es indulás óta gyorsan bővül a hálózat. A sok helyen bevált terjeszkedési módszert alkalmazzák Németországban is: már működő társaságokat vesznek át, eszközökkel és személyzettel együtt, majd ezt bővítik tovább.
Külön jelentősége van a 2001. január 1-je óta 100%-ban tulajdonolt Ostmeckenburgische Eisenbahn Gesellschaft (OME) cégnek. Ez a cég elsősorban nem a DB-vel közösen üzemeltetett 259 km-nyi személyszállító vonalon való közlekedésük, nem is a teherforgalmuk miatt érdekes, hanem azért, mert a Connex e cég két motorkocsijával indította el 2002. március 1-jén az első vonatokat a Gera–Rostock viszonylaton InterConnex néven. Ennek az adja a jelentőségét, hogy e vonatok nem koncessziós szerződés, tartományi költségtérítéssel, hanem a cég kockázatára közlekednek az állami céggel versengve az utasokért. Noha a DB-vel versengő hálózatok bővítését tervezték, az újabb vonat Berlinből Köln felé nem bizonyult üzleti sikernek.

## Leányvállalatok
- NordWestBahn GmbH (NWB) 64%
- Nord-Ostsee-Bahn GmbH (NOB) 100%
- Veolia Verkehr Sachsen-Anhalt GmbH 100%
- Bayerische Regiobahn GmbH (BRB) 100%
- trans regio 100%
- Ostseeland-Verkehr GmbH (OLA) 70%
- Veolia Verkehr Sachsen 100%
- Bayerische Oberlandbahn GmbH (BOB) 100%
- Regiobahn 100%
- Württembergische Eisenbahn-Gesellschaft mbH (WEG) 100%[1]

## Fordítás
- Ez a szócikk részben vagy egészben a Veolia Verkehr című német Wikipédia-szócikk ezen változatának fordításán alapul.  Az eredeti cikk szerkesztőit annak laptörténete sorolja fel. Ez a jelzés csupán a megfogalmazás eredetét és a szerzői jogokat jelzi, nem szolgál a cikkben szereplő információk forrásmegjelöléseként.